# Croix du Champ-des-Morts
La croix du Champ-des-Morts est située dans le cimetière de la commune de  Saint-Marcel dans le Morbihan.

## Historique
La croix est datée du XVIIe siècle.
La croix du Champ-des-Morts fait l'objet d’une inscription au titre des monuments historiques depuis le 6 juin 1933.

## Architecture
Il s'agit d'une croix à médaillon présentant une Crucifixion, d'un côté, et une Pietà entourée de deux saintes femmes, de l'autre. La croix repose sur un fût en granite, reposant lui-même sur un socle, qui pourrait être un autel.